# Schedocleidochasma porcellaniforme
Schedocleidochasma porcellaniforme är en mossdjursart som beskrevs av Soule, Soule och Chaney 1991. Schedocleidochasma porcellaniforme ingår i släktet Schedocleidochasma och familjen Phidoloporidae. Inga underarter finns listade i Catalogue of Life.